# تكساس الفرنسية

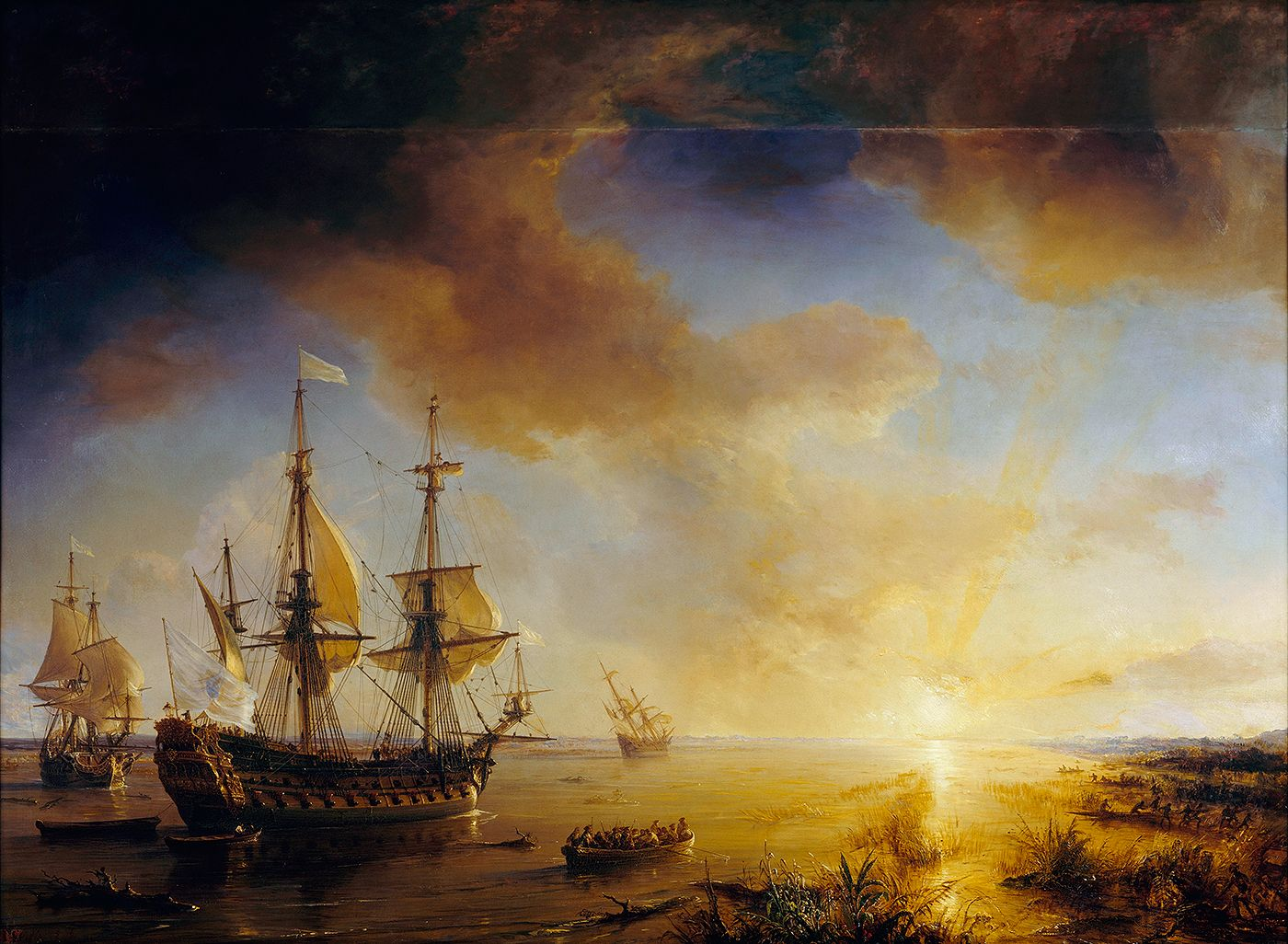

تكساس الفرنسية كانت فترة في تاريخ ولاية تكساس من 1685 حتى 1689. خلال هذا الوقت، كان هناك مستعمرة فرنسية مسماة بفورت سانت لويس، وكانت موجودة بالقرب من ما يعرف الآن بمنطقة أنز بتكساس (الولايات المتحدة). أراد المستكشف روبرت ديلاسال أنشاء المستعمرة عند مصب نهر المسيسبي، ولكن بسبب الخرائط الخاطئة والاخطاء رست السفينة على بعد 400 ميل (644 كم) غرب المكان المحدد، قبالة ساحل ولاية تكساس بالقرب من خليج ماتاجرودا.
المستعمرة واجهت صعوبات عديدة أثناء فترة وجودها القصيرة، بما فيها الهنود الحمر العدائيين، والأوبئة، وظروف قاسية. واضعا في رأسه خطته الرئيسية فام روبرت بقيادة عدة بعثات للبحث عن نهر المسيسبي، لكنه استكشف الكثير من ريو غراندي واجزاء من شرق تكساس. وخلال غيابه في أحد رحلاته الاستكشافية في 1686 تدمرت آخر سفن المستعمرة، تاركة المستعمرين بدون امدادات من المستعمرات الفرنسية في البحر الكاريبي.
حين تدهورت الأوضاع، أدرك روبرت ان هذه المستعمرة لا يمكن أن تبقى الا بمساعدة من المستوطنات الفرنسية في ايلينوي القطرية. وقاد روبرت بعثة إلى المستوطنات الفرنسية لطلب المساعدة لكه لم يصل، قتل روبرت وخمسة من رجاله على يد جماعة منافسة. لكن بعض رجال البعثة وصلوا إلى المستوطنات الفرنسية، لكن لم ترسل اية مساعدات إلى فورت سانت لويس. من بقي من سكان المستعمرة قتلوا أو اعتقلوا خلال غارة للهنود الحمر في أواخر 1688.